# Major League Soccer de 2003

## Conferência leste

### Playoffs

#### Semi-final
- DC United 0–2 Chicago Fire
- Chicago Fire 2–0 DC United

- MetroStars 0–2 New England Revolution
- New England Revolution 1–1 MetroStars

#### Final
- Chicago Fire 1–0 New England Revolution

## Conferência oeste

### Playoffs

#### Semi-final
- Los Angeles Galaxy 2–0 San Jose Earthquakes
- San Jose Earthquakes 5–2 Los Angeles Galaxy

- Colorado Rapids 1–1 Kansas City Wizards
- Kansas City Wizards 2–0 Colorado Rapids

#### Final
- San Jose Earthquakes 3–2 Kansas City Wizards

## MLS Cup
- Chicago Fire 2–4 San Jose Earthquakes